# Ustava Republike Slovenije
Ustavo Republike Slovenije je Državni zbor ratificiral na skupščinski seji 23. decembra 1991. Vsebuje 177 členov (številčeni do 174, vendar poleg 3. člena obstaja tudi 3. a-člen, leta 2016 je bil 70. členu dodan tudi 70. a- člen, leta 2021 pa še člen 62. a), ki so razdeljeni v deset sklopov, ki sledijo preambuli:
1. Splošne določbe
2. Človekove pravice in temeljne svoboščine
3. Gospodarska in socialna razmerja
4. Državna ureditev
5. Samouprava
6. Javne finance
7. Ustavnost in zakonitost
8. Ustavno sodišče
9. Postopek za spremembo ustave
10. Prehodne in končne določbe

## Spremembe ustave
Spremembo ustave uveljavi Državni zbor s sprejetjem ustavnega zakona. Za katerega je predpisana podpora dvotretjinske večine. Tudi v primeru spremembe ostane izvirna ustava iz dne 23. decembra 1991 uradno veljaven pravni akt, poleg nje pa vsak posamičen ustavni zakon. Ustava z vključenimi spremembami ni pravno veljavna, pač pa ima zgolj namen večje preglednosti. Takšna ustava nosi oznako neuradno prečiščeno besedilo. Spremembo ustave je možno doseči tudi z izvedbo referenduma o spremembi ustave, vendar tovrstni referendum v Sloveniji do sedaj še ni bil izveden. Od leta 1991 se je slovenska ustava spremenila večkrat:
- 14. julij 1997: sprememba 68. člena: tujim državljanom je bil dovoljen nakup nepremičnin v Sloveniji. Ta sprememba ustave je bila posledica Španskega kompromisa, ki je omogočil približevanje Slovenije Evropski uniji
- 25. julij 2000: dopolnitev 80. člena: proporcionalni sistem je bil zapisan neposredno v ustavo, da bi se izognili pravni praznini, ki je nastala po tem, ko je Ustavno sodišče Republike Slovenije odločilo, da mora zakon o volilnem sistemu, ki ga bi sprejel Državni zbor, upoštevati relativno večinsko mnenje, izraženo na referendumu o volilnem sistemu
- 7. marca 2003: sprememba I. poglavja (dodan 3. a člen) ter 47. in 68. člena: spremenjena ustava je omogočila vstop Slovenije v Evropsko unijo in NATO.
- 15. junij 2004: sprememba 14., 43. in 50. člena (trije ustavni zakoni)
- 27. junij 2006: sprememba 121., 140. in 143. člena: omogočila regionalizacijo Slovenije po pokrajinah
- 31. maj 2013: Fiskalno pravilo (proračun) in zakonodajni referendum
- 30. november 2016: dodan 70. a člen (pravica do pitne vode)
- 27. maj 2021: dodan 62.a člen, ki opredeljuje pravico do svobodne uporabe in razvoja slovenskega znakovnega jezika